# Valentin Stănescu
Valentin Stănescu (Bucarest, 20 novembre 1922 – 4 aprile 1994) è stato un allenatore di calcio e calciatore rumeno, di ruolo portiere.
Tra gli allenatori rumeni più vincenti della propria epoca, Stănescu è artefice di quattro vittorie nel secondo livello del calcio rumeno con quattro squadre diverse, in particolare nel 1969, nel 1977 e nel 1983 vinse al suo primo anno. Negli anni sessanta, porta il Rapid a vincere due Coppe dei Balcani consecutive e il primo storico titolo del CFR (poi Rapid) nel 1967. Tredici anni dopo, torna a vincere il titolo rumeno alla guida dell'Universitatea Craiova. In seguito a questo successo, è richiamato come CT della Romania in sostituzione di Ștefan Kovács, che ha appena vinto la Coppa dei Balcani per nazioni.
Nel 1981 firma con la Dinamo Bucarest e centra la doppietta campionato-coppa. Infine, torna al Rapid Bucarest: la vittoria del 1983 sulla panchina del Rapid segnò la fine del periodo più buio della storica formazione.

## Carriera

### Nazionale
Il 22 giugno del 1947 debutta in Nazionale entrando al 71' nel corso di un'amichevole persa 3-1 contro la Jugoslavia. Gioca altri quattro match, disputati tutti nel 1947, quindi non è più convocato con la Romania.

## Palmarès

### Allenatore

#### Competizioni nazionali
- Liga II: 4

Târgoviște: 1960-1961
Steagul Roşu Braşov: 1968-1969
Petrolul Ploieşti: 1976-1977
Rapid Bucarest: 1982-1983
- Campionato rumeno: 3

Rapid Bucarest: 1966-1967
Universitatea Craiova: 1979-1980
Dinamo Bucarest: 1981-1982
- Coppa di Romania: 1

Dinamo Bucarest: 1981-1982

#### Competizioni internazionali
- Coppa dei Balcani per club: 2

Rapid Bucarest: 1963-1964, 1965-1966